# Чепринский сельсовет
Чепринский сельсовет — упразднённая административно-территориальная единица, существовавшая на территории Московской губернии и Московской области до 1954 года.
Фофановский сельсовет был образован в первые годы советской власти. По данным 1920 года он входил в состав Вертлинской волости Клинского уезда Московской губернии.
В 1924 году Фофановский с/с был переименован в Чепринский сельсовет, но в том же году снова стал Фофановским.
В 1925 году Фофановский с/с вновь был переименован в Чепринский.
По данным 1926 года в состав сельсовета входили деревни Глухово, Костино, Титово-Большое, Фофаново и Чеприно.
В 1929 году Чепринский с/с был отнесён к Дмитровскому району Московского округа Московской области.
20 мая 1930 года Чепринский с/с в составе населённых пунктов Глухово, Костино, Фофаново и Чеприно был передан в Солнечногорский район.
4 января 1939 года Чепринский с/с был передан в Коммунистический район.
14 июня 1954 года Чепринский с/с был упразднён. При этом его территория была передана в Подъячевский с/с.